# المعهد الأمريكي للدراسات اليمنية
المعهد الأمريكي للدراسات اليمنية (بالإنجليزية: The American Institute for Yemeni Studies, AIYS)، هو مؤسسة أكاديمية غير ربحية مسجلة في الولايات المتحدة الأمريكية وتضم مجموعة من المؤسسات العلمية بما في ذلك الجامعات والمتاحف، ومراكز البحوث الأمريكية، وهو عضو في مجلس مراكز البحوث الأمريكية الخارجية (بالإنجليزية: The Council of American Overseas Research Centers (CAORC)). ويهدف المعهد لتعزيز أنشطة البحث والتعاون مع الباحثين والعلماء الدوليين. تأسس المعهد الأمريكي للدراسات اليمنية في عام 1977 من قبل ماكغواير جيبسون من المعهد الشرقي بجامعة شيكاغو الأمريكية، وافتتح أول مكتب له في صنعاء في عام 1978.

## الأنشطة والتمويل
يشجع المعهد الأنشطة البحثية عن اليمن والدراسات اليمنية من خلال برامج الزمالة السنوية التنافسية لكل من الباحثين الأمريكيين واليمنيين. ويعتبر المعهد المنظمة الأمريكية الوحيدة التي تمول وتدعم العلماء اليمنيين في الجمهورية اليمنية. المعهد أيضًا عضو في جمعية دراسات الشرق الأوسط (The Middle East Studies Association (MESA))، وينظم بصورة دورية ومنتظمة حلقات نقاش في اجتماعاتها السنوية. ويعمل المعهد أيضًا مع «التحالف الدولي لحماية التراث في مناطق النزاع (ألِف) The International Alliance for Protection of Heritage in Conflict Areas (ALIPH)» وصندوق جي إم كابلان (JM Kaplan Fund) بالتعاون مع مجلس مراكز البحوث الأمريكية الخارجية (CAORC) لتمويل وتنفيذ مشاريع ترميم التراث الثقافي والحفاظ عليه في جميع أنحاء اليمن.
يدعم مكتب الشؤون التعليمية والثقافية التابع لوزارة الخارجية الأمريكية (The U.S. Department of State's Bureau of Educational and Cultural Affairs) برامج المعهد من خلال المنحة الشاملة المخصصة لمراكز الأبحاث الأمريكية في الخارج. كما يتلقى المعهد أيضًا تمويلًا من مؤسسات خاصة لدعم مشاريع الحفاظ على التراث الثقافي في اليمن.

## مجلس إدارة المعهد والموظفين
يدير المعهد الأمريكي للدراسات اليمنية مجلس إدارة منتخب والذي يقوم بدوره بتفوض المسؤوليات والصلاحيات عن برامج محددة إلى لجان معينة متخصصة. يضم مجلس الإدارة المسؤولين التنفيذيين وأعضاء معينين ومنتخبين وكذلك ممثلين عن الأعضاء المؤسسيين. ويدير المعهد تنفيذياً موظفون منتخبون من قبل مجلس الإدارة، حيث يكون الإشراف اليومي على أنشطة المعهد في الولايات المتحدة من قبل مجلس مراكز البحوث الأمريكية الخارجية ورئيس المعهد، وفي صنعاء من قبل المدير المقيم للمعهد.
ويتكون الطاقم الإداري التنفيذي الحالي من:
رئيس المعهد، فلاج ميلر،
أستاذ الدراسات الدينية ودراسات الشرق الأوسط وجنوب آسيا، جامعة كاليفورنيا، ديفيس
نائب الرئيس، صموئيل ليبهابر،
أستاذ مشارك في اللغة العربية، كلية ميدلبري
المسؤول المالي، صفاء السعيدي
أستاذ العلوم السياسية، معهد ماساتشوستس للتكنولوجيا
السكرتير، نجم حيدر
رئيس قسم الأديان، كلية بارنارد
المدير المقيم في صنعاء، سلوى دماج
أستاذ العلوم السياسية، جامعة صنعاء